# Кизило, Андрей Александрович
Андрей Александрович Кизило (2 мая 1993, Умань, Черкасская область, Украина — 29 января 2017 Авдеевка, Донецкая область, Украина) — украинский военнослужащий, капитан, майор (посмертно) вооруженных сил Украины. Позывной «Орёл». Погиб во время вооружённого конфликта на востоке Украины. Герой Украины (посмертно).

## Биография
Родился в Умани, в семье военнослужащего. После окончания в 2008 году Уманской городской гимназии № 2 поступил в Киевский военный лицей, который окончил в 2010 году. 24 августа 2009 участвовал в параде в честь 18-й годовщины независимости Украины.
После окончания военного лицея продолжил учиться в Академии сухопутных войск, которую окончил в 2014 году.
В мае 2014 зачислен с состав 72-й отдельной механизированной бригады. С июля 2014 участвовал в боевых действиях на Востоке Украины. Стал командиром роты в 21 год. Участвовал в боях за сёла Петровское (14 февраля 2015) и Новоласпа (10 августа 2015). В 2015 стал лучшим командиром роты в секторе «М». Вскоре стал заместителем командира 1-го механизированного батальона 72-й отдельной механизированной бригады.
Погиб 29 января 2017 в результате осколочного ранения. Прощание прошло 1 февраля 2017 на Майдане Незалежности в Киеве и 2 февраля 2017 в Умани.

## Память
2 февраля 2017 года на внеочередной сессии Уманского городского совета депутаты приняли решение о присвоении Андрею Александровичу Кизило звания «Почётный гражданин Умани».
Киевский военный лицей присвоил название 1 учебной роты "Имени героя Украины Андрея Кызыла"

## Награды
Государственные
- Звание Герой Украины с вручением ордена «Золотая Звезда» (1 февраля 2017; посмертно) — за исключительное мужество и героизм, проявленные в защите государственного суверенитета и территориальной целостности Украины, верность военной присяге[7];
- Медаль «За военную службу Украине» (2 декабря 2016) — за личный вклад в укрепление обороноспособности Украинского государства, мужество, самоотверженность и высокий профессионализм, проявленные при исполнении воинского долга и по случаю Дня Вооруженных Сил Украины[8];
- Знак Черкасской ОГА «За заслуги перед Черкасщиной».

Общественные
- Орден «Народный Герой Украины» (10 февраля 2017, посмертно)[1]